# 17156 Kennethseitz
17156 Kennethseitz è un asteroide della fascia principale. Scoperto nel 1999, presenta un'orbita caratterizzata da un semiasse maggiore pari a 3,2037148 UA e da un'eccentricità di 0,0388803, inclinata di 25,50507° rispetto all'eclittica.